# 马特·格勒宁
马修·艾布拉姆·格勒宁（英語：Matthew Abram Groening，1954年2月15日—）是一名美国漫画家、电视制片人及编剧。格勒宁以其创造的动画情景喜剧《辛普森一家》而闻名于世；另外，他还是动画片《飞出个未来》的创造者，以及每周连环漫画《地狱生活》的作者。1978年，格勒宁的第一部连环漫画《地狱生活》发表于先锋派杂志《湿》上。现今共有250余种周报仍在连载这部漫画。
1985年，《地狱生活》引起了詹姆斯·L·布鲁克斯的注意。布鲁克斯与格勒宁取得了联系，建议他为福克斯的《特蕾西·厄尔曼秀》引入一部动画作品。起初，布鲁克斯希望格勒宁能将《地狱生活》的人物引入该节目中，但当格勒宁了解到自己会失去那些人物的所有权后，他决定创作一批新的角色，并因此诞生了辛普森这一动画家庭。格勒宁用自己父母与妹妹的名字给这一家人命名——而代表自己的“Bart”（巴特）则源于颠倒字母后的“Brat”（小鬼）。《辛普森短剧》在后来被扩展为了一个独立系列《辛普森一家》，至今已播映了19季400余集。1997年，格勒宁与戴维·X·科恩一同发展了一部新的动画《飞出个未来》，这部关于公元3000年的动画系列始映于1999年。在制播4年后，福克斯取消了《飞出个未来》；不过，喜剧中心频道已计划制作该系列的16集新动画，并打算在2008年播放。
格勒宁赢得过10次黄金时段艾美奖，其中9次为《辛普森一家》，1次为《飞出个未来》；另外他在2004年还曾被英国喜剧奖授予“喜剧杰出贡献奖”。2002年，他以《地狱生活》被全美漫画家协会授予鲁班奖。